# СОЮЗ-Газпром
«СОЮЗ-Газпром» — российский футбольный клуб из города Ижевска. Основан в 1988 году. В 2011 году был реорганизован в футбольный клуб «Зенит-Ижевск».

## История
История команды началась вскоре после спартакиады предприятий, входящих в состав ГП «Союзгазавтотранс» из городов Ижевск, Чайковский и Воткинск. Тогда из работников трудовых коллективов выделилась группа энтузиастов во главе с директором предприятия Владимиром Тумаевым, которые решили поднять футбол на новый уровень. В дальнейшем команду спонсировало также РАО «Газпром».
Первую игру команда сыграла во второй группе первенства Удмуртии в 1988 году и сразу же стала победителем соревнований, завоевав право играть в 1989 году в чемпионате Удмуртии. В том же году команда выходит в финал Кубка Удмуртии, где лишь в серии послематчевых пенальти уступает ижевскому «Металлургу». В 1989 году занимает второе место в чемпионате Удмуртии и вновь выходит в финал Кубка Удмуртии, где на этот раз уступает ижевской «Ижстали». В 1990 году становится чемпионом Удмуртии и завоёвывает Кубок Удмуртии. Благодаря этому успеху «Газовик» получает право заявиться во вторую низшую лигу чемпионата СССР. В 1991 — дебют в седьмой зоне турнира, в котором по окончании сезона ижевчане финишировали в десятке.
В 1992 году занимает второе место в пятой зоне второй лиги российского первенства, вслед за нижнекамским «Нефтехимиком», и получает право играть в центральной зоне первой лиги на следующий год, где занимает 11 место в и вновь возвращается во вторую. В 1994 году — занимает 3 место в Центральной зоне второй лиги. Поставив в 1995 году задачу — завоевание путевки в первую лигу, «Газовик-Газпром» впервые в истории Удмуртской республики завоёвывает право сыграть в единой первой лиге чемпионата России.
В 1996 году «Газовик» до последнего претендовал на одну из путёвок в высшую лигу чемпионата России. Но добиться этого права так и не сумел, заняв в итоге 4-е место, которое и по сей день считается высшим достижением ижевского футбола. В том сезоне ижевчане на своём поле из 21 игры выиграли 19 и 2 встречи сыграли вничью. Проведя на хорошем уровне ещё пару сезонов, «Газовик» прочно закрепился в середняках первой лиги. В 2003 году команда избежала вылета во вторую лигу, спасшись лишь в последнем туре, сыграв вничью 1:1 в Нижнекамске с «Нефтехимиком». Однако уже в 2004 году, заняв последнее место, «Газовик-Газпром» вновь вернулся во вторую лигу в зону «Урал-Поволжье».

## Прежние названия
- 1988 — Газовик
- 1989 — Союз
- 1990—1993 — Газовик
- 1994—2006 — Газовик-Газпром
- 2006—2010 — СОЮЗ-Газпром

## Результаты выступления
| Год    | Первенство                                   | Первенство | Первенство | Первенство | Первенство | Первенство | Первенство | Первенство | Кубок | Примечания                                               |
| Год    | Лига/дивизион (уровень)                      | Место      | И          | В          | Н          | П          | Мячи       | О          | Кубок | Примечания                                               |
| СССР   | СССР                                         | СССР       | СССР       | СССР       | СССР       | СССР       | СССР       | СССР       | СССР  | СССР                                                     |
| ------ | -------------------------------------------- | ---------- | ---------- | ---------- | ---------- | ---------- | ---------- | ---------- | ----- | -------------------------------------------------------- |
| 1988   | Первенство Удмуртской АССР, 2-я группа (КФК) | 1          |            |            |            |            |            |            | —     | Переход в чемпионат Удмуртии                             |
| 1989   | Чемпионат Удмуртской АССР (КФК)              | из 11      | 20         | 12         | 4          | 4          | 45-31      | 28         | —     |                                                          |
| 1990   | Чемпионат Удмуртской АССР (КФК)              | из 11      | 20         | 19         | 1          | 0          | 58-11      | 39         | —     | Переход в первенство СССР                                |
| 1991   | Вторая низшая лига, 7-я зона (4)             | 10 из 22   | 42         | 19         | 6          | 17         | 58-49      | 44         | —     | Переход во вторую лигу России                            |
| Россия |                                              |            |            |            |            |            |            |            |       |                                                          |
| 1992   | Вторая лига, 5-я зона (3)                    | из 18      | 34         | 20         | 8          | 6          | 61-27      | 48         | 1/64  | ▲ Выход в первую лигу                                    |
| 1993   | Первая лига, зона «Центр» (2)                | 11 из 20   | 38         | 17         | 7          | 14         | 57-56      | 41         | 1/64  | ▼ Перевод во вторую лигу                                 |
| 1994   | Вторая лига, зона «Центр» (3)                | из 17      | 32         | 20         | 7          | 5          | 50-20      | 47         | 1/8   |                                                          |
| 1995   | Вторая лига, зона «Центр» (3)                | из 21      | 40         | 29         | 7          | 4          | 89-30      | 94         | 1/64  | ▲ Выход в первую лигу                                    |
| 1996   | Первая лига/ Первый дивизион (2)             | 4 из 22    | 42         | 24         | 7          | 11         | 69-44      | 79         | 1/32  |                                                          |
| 1997   | Первая лига/ Первый дивизион (2)             | 12 из 22   | 42         | 18         | 7          | 17         | 42-39      | 61         | 1/128 |                                                          |
| 1998   | Первая лига/ Первый дивизион (2)             | 9 из 22    | 42         | 18         | 6          | 18         | 53-58      | 60         | 1/64  |                                                          |
| 1999   | Первая лига/ Первый дивизион (2)             | 8 из 22    | 42         | 20         | 4          | 18         | 50-47      | 64         | 1/8   | В 1/16 Кубка России обыгран обладатель «Зенит» СПб — 2:1 |
| 2000   | Первая лига/ Первый дивизион (2)             | 7 из 20    | 30         | 18         | 5          | 15         | 55-52      | 59         | 1/8   |                                                          |
| 2001   | Первая лига/ Первый дивизион (2)             | 13 из 18   | 34         | 12         | 6          | 16         | 38-44      | 42         | 1/8   |                                                          |
| 2002   | Первая лига/ Первый дивизион (2)             | 11 из 18   | 34         | 10         | 14         | 10         | 34-32      | 44         | 1/32  |                                                          |
| 2003   | Первая лига/ Первый дивизион (2)             | 17 из 22   | 42         | 12         | 14         | 16         | 44-56      | 50         | 1/16  |                                                          |
| 2004   | Первая лига/ Первый дивизион (2)             | 22 из 22   | 42         | 5          | 7          | 30         | 40-91      | 22         | 1/32  | ▼ Вылет во второй дивизион                               |
| 2005   | Второй дивизион, зона «Урал-Поволжье» (3)    | 7 из 19    | 36         | 15         | 9          | 12         | 39-43      | 54         | 1/128 |                                                          |
| 2006   | Второй дивизион, зона «Урал-Поволжье» (3)    | 5 из 13    | 24         | 12         | 2          | 10         | 34-26      | 38         | 1/64  |                                                          |
| 2007   | Второй дивизион, зона «Урал-Поволжье» (3)    | 10 из 14   | 26         | 8          | 8          | 10         | 41-33      | 32         | 1/128 |                                                          |
| 2008   | Второй дивизион, зона «Урал-Поволжье» (3)    | 11 из 18   | 34         | 13         | 6          | 15         | 56-57      | 45         | 1/128 |                                                          |
| 2009   | Второй дивизион, зона «Урал-Поволжье» (3)    | из 16      | 30         | 17         | 4          | 9          | 42-25      | 55         | 1/128 |                                                          |
| 2010   | Второй дивизион, зона «Урал-Поволжье» (3)    | из 14      | 26         | 14         | 5          | 7          | 39-24      | 47         | 1/128 | Реорганизован в ФК «Зенит-Ижевск»                        |

## Фарм-клуб
В 1998—2000 годах в любительском первенстве России среди команд КФК (под названиями «Газовик-Зенит»-Д, «Газовик-Динамо»-2, «Динамо-Газовик»-2) участвовала общая с клубом «Ижевск» («Зенит»/«Динамо») молодёжная команда. В 2008—2009 годах — команда «СОЮЗ-Газпром»-д.